# وكان الحب (فلم)
وكان الحب هو فيلم سينمائي درامي مصري من إنتاج 1974 إخراج: حلمي رفلة وتأليف: فيصل ندا، سيف الله شوكت وبطولة: شمس البارودي، حسن يوسف، نبيلة عبيد، يوسف شعبان، مريم فخر الدين، عماد حمدي.

## قصة الفيلم
أختان متناقضتان في كل شئ، المضيفة سحر شمس البارودي التي تسكن فيلا قريبة من شاطئ البحر مع والدها، وأختها ليلى نبيلة عبيد، يقيم معهم في الفيلا في الدور الأرضى الرسام درويش عبد المنعم إبراهيم، الذي يستخدمه كأتيليه لأعماله الفنية، يتداخل مع الأسرة كواحد من العائلة. بينما الجانب الآخر، الدور العلوى تؤجره سحر إلى الدكتور مراد حسن يوسف ووالدته مريم فخر الدين، ليبدأ إعجاب من مراد بسحر لما تتمتع به من هدوء ورزانة، بل تبادله إعجابًا صامتًا، فهى تتمتع بتلك الخاصية، بينما على الجانب الآخر، نجد ليلى تبحث عن زوج غنى، لذا فهى سريعًا ما تتعرف على مدحت إبراهيم خان، حيث يدعى أنه غنى، تندفع في مشاعرها نحوه دون أن تدرك حالته الحقيقية، فالمظاهر هي اللافتة التي تجذبها، دون أن تبحث عن الجوهر، وعندما تكتشف أن مدحت ما هو إلا ميكانيكى سيارات، تنتقل عقارب بوصلتها ناحية مراد بعد أن علمت أنه يملك المال، تلاحظ سحر تطور هذه العلاقة، وتأخذ مؤقفًا منها، لتؤكد العلاقة بين ليلى و مراد الذي يطلب يدها، ويتم الزواج على حساب حب سحر الصادق، إلا أن ليلى بعد الزواج وإنجابها ابنتها سحر الصغيرة، لا تشعر أن تلك هي حياتها التي كانت تتمنى أن تعيشها، بل تتمرد عليها، فهى تريد الحياة المثيرة غير المستقرة، وهناك دائمًا من يقف يراقب المشاهد عن بعد، وهذا الرجل هو الدكتور مجدى يوسف شعبان.

## طاقم العمل
- شمس البارودي، سحر
- حسن يوسف، د.مراد
- نبيلة عبيد، ليلى
- يوسف شعبان، د.مجدي
- مريم فخر الدين، والدة د.مراد
- عماد حمدي
- عبد المنعم إبراهيم، درويش
- إبراهيم خان، مدحت
- هالة الصافي، راقصة
- نعيمة الصغير
- فاروق فلوكس
- فتحية علي، سعديه
- ليلى صابونجي

## روابط خارجية
- مقالات تستعمل روابط فنية بلا صلة مع ويكي بيانات